# Рід Фаррел Коулмен
Рід Фа́ррел Коу́лмен (англ. Reed Farrel Coleman) — американський письменник детективного жанру, поет, лауреат кількох престижних літературних премій. Станом на 2023 рік його твори перекладено 9 мовами.

## Біографія
Рід Фаррел Коулмен, наймолодший із трьох братів сім'ї, народився та виріс у районі Шипсхед Бей, Коні-Айленд, Брайтон-Біч у Брукліні. У 15-річному віці він, йдучи на роботу до Баскін-Роббінс, почув постріл і побачив чоловіка, який лежав на вулиці зі смертельним пораненням живота. Згодом з’ясувалося, що чоловік мав при собі велику суму грошей для свого бізнесу, а вбивця його пограбував. «Це змінило моє життя», — сказав Коулман. «Злочин справді трапляється. Люди дійсно страждають».
Писати художні твори почав ще у середній школі.
Коулмен згодом працював у магазині морозива, службі авіаперевезень в аеропорту Кеннеді, агентом з оренди автомобілів, займався продажом дитячого харчування, готував у ресторані, був водієм таксі та відвозив мазут по домівках людей.
Коулмен задумався про письменницьку кар'єру лише після того, як пройшов курс детективної фантастики в Бруклінському коледжі.
У 50 років він опублікував сім кримінальних романів, починаючи з «Життя спить» (1991), про радянського агента часів холодної війни, який з’явився на Брайтон-Біч. Його містичний роман 2005 року «Джеймси Діни», дія якого розгортається у так звані «старі погані часи» 1983 року, був номінований на премію Едгара.
Він багаторазово відзначений різними літературними преміями автор, зокрема його твори з серії про Мо Прагера. Також публікуються серії за участю головних героїв Гуллівера Дауда, Ділана Кляйна та Джо Серпа. Персонаж Дауда заснований на поліцейському детективі на пенсії, якого Фаррел одного разу зустрів. Романи про Джо Серпа спочатку були написані під псевдонімом Тоні Спіноза, але згодом він їх підписав своїм справжнім ім'ям і прізвищем.
Він написав також роман «Вежа» з Кеном Бруеном (Ken Bruen), «Бронксський реквієм» із Джоном Роу, а також кілька оповідань, есе та віршів.
Коулмен отримав літературні премії Ентоні, Оді, Баррі, Мекавіті та Шамус. Його книги та оповідання були також номіновані на премії Гамші та Едгара.
Він вважає Вільяма Блейка, Лоуренса Блока, Т. С. Еліота, Воллеса Стівенса, Вільяма Карлоса Вільямса, Реймонда Чандлера і Дешилла Гемметта тими, хто мав на нього вплив у молоді роки. Пізніше він черпав натхнення в творах колег Пітера Блаунера (Peter Blauner), Кена Бруена, Джима Фузіллі (Jim Fusilli) Ш. Дж. Розен і Пітера Шпігельмана (Peter Spiegelman).
По смерті письменника Роберта Паркера Коулмен продовжив його серію романів з персонажем Джессі Стоуном.
Коулмен познайомився зі своєю дружиною Розанною в університеті «Нова школа» на курсі письма. У них двоє дітей, Кейтлін і Ділан. Він живе на Лонг-Айленді.

## Твори

### Серія Ділана Клейна
- Life Goes Sleeping (Життя спить) (1991)
- Little Easter (Малий Великдень) (1993)
- They Don't Play Stickball in Milwaukee (У Мілуокі не грають у стікбол) (1997)

### Серія Гуллівера Довда
- Dirty Work (Брудна робота) (2013)
- Valentino Pier (Валентино П'єр) (2015)
- The Boardwalk (Набережна) (2015)
- Love and Fear (Любов і жах) (2016)

### Серія Мо Прагера
- Walking the Perfect Square (Прогулянка ідеальною площею) (2001)
- Redemption Street (Викупна вулиця) (2004)
- The James Deans (Джеймси Діни) (2005) (отримав премії Баррі, Ентоні, Шамус)
- Soul Patch (Душевний патч) (2007) (отримав премію Шамус)
- Empty Ever After (Порожній після всього) (2008) (отримав премію Шамус)
- Innocent Monster (Безневинний монстр) (2010)
- Hurt Machine (Болюча машина) (2011)
- Onion Street (Цибулева вулиця) (2013)
- The Hollow Girl (Порожня дівчина) (2014)
- Requiem for Spider (Реквієм для павука) (2019)

### Серія Гаса Мерфі
- Where It Hurts (Де болить) (2016) (отримав премію Шамус)
- What You Break (Що ви зламали) (2016)

### Серія Джо Серпі (за псевдонімом Тоні Спіноса)
- Hose Monkey (Шлангова мавпа) (2006)
- The Fourth Victim (Четверта жертва) (2008)

### Серія Джессі Стоуна
Рід Фаррел Коулмен продовжив серію про цього персонажа після смерті письменника Роберта Паркера
- Robert B. Parker's Blind Spot (Роберт Б. Паркер. Сліпа пляма) (2014)
- Robert B. Parker's The Devil Wins (Роберт Б. Паркер. Диявол перемагає) (2015)
- Robert B. Parker's Debt to Pay (Роберт Б. Паркер. Борг до сплати) (2016)
- Robert B. Parker's The Hangman's Sonnet (Роберт Б. Паркер. Сонет ката) (2017)
- Robert B. Parker's Colorblind (Роберт Паркер. Дальтонік) (2018)
- Robert B. Parker's The Bitterest Pill (Роберт Б. Паркер. Найгірша пігулка) (2019)

### Інші твори
- Tower (Вежа) (2009) (з Кеном Бруеном) (отримав премію Мекавіті)
- Bronx Requiem: A Detective Jack Kenny Mystery (Бронкський реквієм: Пригоди детектива Джека Кенні) (2012) (з Джоном Ру)
- Gun Church (Озброєна церква) (2012)
- Portrait of the Killer As a Young Man (Портрет вбивці в молодості) (2019)
- Mastermind (Натхненник) (2019)
- Magic Bullet (Магічна пуля) (2019) (разом з Пітером Шпігельманом)
- Another Role (Інша роль) (2019)

### Поезія
- The Lineup: Poems on Crime 2, ed. Gerald So, with Patrick Bagley, Richie Narvaez & Anthony Rainone, Poetic Justice Press, 2009. (Лінійка: Вірші про злочин 2)
- The Lineup: Poems on Crime 3, ed. Gerald So with Sarah Cortez, Richie Narvaez & AnthonyRainone, Poetic Justice Press, 2010. (Лінійка: Вірші про злочин 3)
- The Lineup: Poems on Crime 4, ed. Gerald So with Reed Farrel Coleman, Sarah Cortez, & Richie Narvaez, Poetic Justice Press, 2011. (Лінійка: Вірші про злочин 4)

### Оповідання та есе
- Portrait of the Killer As a Young Man. Dublin Noir: The Celtic Tiger Vs. the Ugly American, ed. Ken Bruen, Akashic Books, 2006, pp. 61–66. ISBN 978-1-888451-92-4 (Портрет кілера у молодості}
- Killing O'Malley (as Tony Spinosa). Hardboiled Brooklyn, ed. Coleman, Bleak House, 2006, pp. 108–115. ISBN 1-932557-17-2 (Вбивство О'Меллі)
- Bat-Head Speed. These Guns for Hire, ed. by J. A. Konrath, Bleak House, 2006, pp. 299–306. ISBN 1-932557-20-2 (Швидкість летючої миші)
- Another Role. Indian Country Noir, eds. Sarah Cortez & Liz Martínez, Akashic Books, 2010, pp. 214–238. ISBN 978-1-936070-05-3 (Інша роль)
- Mastermind (fr. Long Island Noir, ed. K. Jones). USA Noir: Best of the Akashic Noir Series, ed. Johnny Temple, Akashic Books, 2013, pp 170–179. ISBN 978-1-61775-184-4 (Натхненник)
- The Terminal. Kwik Krimes, ed. Otto Penzler, Thomas & Mercer, 2013, pp. 93–96. ISBN 978-1612183008 (Термінал)

### Нехудожні твори
- Go East, Young Man: Robert B. Parker, Jesse Stone, and Spenser. In Pursuit of Spenser: Mystery Writers on Robert B. Parker and the Creation of an American Hero, ed. Otto Penzler, BenBella Books, 2012, pp. 193–210. ISBN 978-1-935618-57-7 (Ідіть на схід, юначе: Роберт Б. Паркер, Джессі Стоун та Спенсер)
- Tomato Red by Daniel Woodrell (1998). Books to Die For, eds. John Connolly & Declan Burke, Hodder & Stoughton, 2012, pp. 649–654. ISBN 978-1-444-75650-0 (Червоний томат]